# Liu Dong (atleet)
Liu Dong (Provincie Liaoning, 27 december 1973) is een voormalige Chinese middellangeafstandsloopster. Zij is sinds 1993 Aziatisch recordhoudster op de 800 m.

## Loopbaan
Liu Dong won op de wereldkampioenschappen voor junioren in 1992 een gouden medaille op de 1500 m. Het jaar erop werd ze tweede op de Aziatische kampioenschappen en won zij de 1500 m tijdens de wereldkampioenschappen in Stuttgart. Met een tijd van 4.00,50 had ze bijna drie seconden voorsprong op de Ierse Sonia O'Sullivan.
In 1994 en 1995 deed ze geen wedstrijden, terwijl ze in de jaren erna slechts sporadisch van zich deed spreken. Zo liep ze in 1997 een heel snelle 1500 m in 3.56,31, terwijl zij in 1999 bij de Chinese City Games een zilveren medaille op de 3000 m steeple veroverde. Ze zou daar een tijd van 9.01,42 hebben gerealiseerd, maar in de tabellen van de IAAF is deze tijd nergens terug te vinden.

## Titels
- Wereldkampioene 1500 m - 1993
- Wereldjuniorenkampioene 1500 m - 1992

## Persoonlijke records
| Onderdeel | Prestatie    | Datum            | Plaats   |
| --------- | ------------ | ---------------- | -------- |
| 800 m     | 1.55,54 (AR) | 9 september 1993 | Peking   |
| 1500 m    | 3.56,31      | 17 oktober 1997  | Shanghai |

## Palmares

### 800 m
- 1993:  Chinese Spelen - 1.55,54

### 1500 m
- 1992:  WK junioren - 4.05,14
- 1993:  Oost-Aziatische Spelen - 4.07,25
- 1993:  WK - 4.00,50

### 3000 m steeple
- 1999:  Chinese City Games - 9.01,42 *

* Tijd is niet terug te vinden in de tabellen van de IAAF